# František Klapuch
J. M. can. František Klapuch (22. srpna 1908, Raduň – 29. října 1984, Vyskeř) byl český katolický kněz, čestný kanovník litoměřické kapituly sv. Štěpána, infulovaný arciděkan v Liberci a děkan v Postoloprtech.

## Život

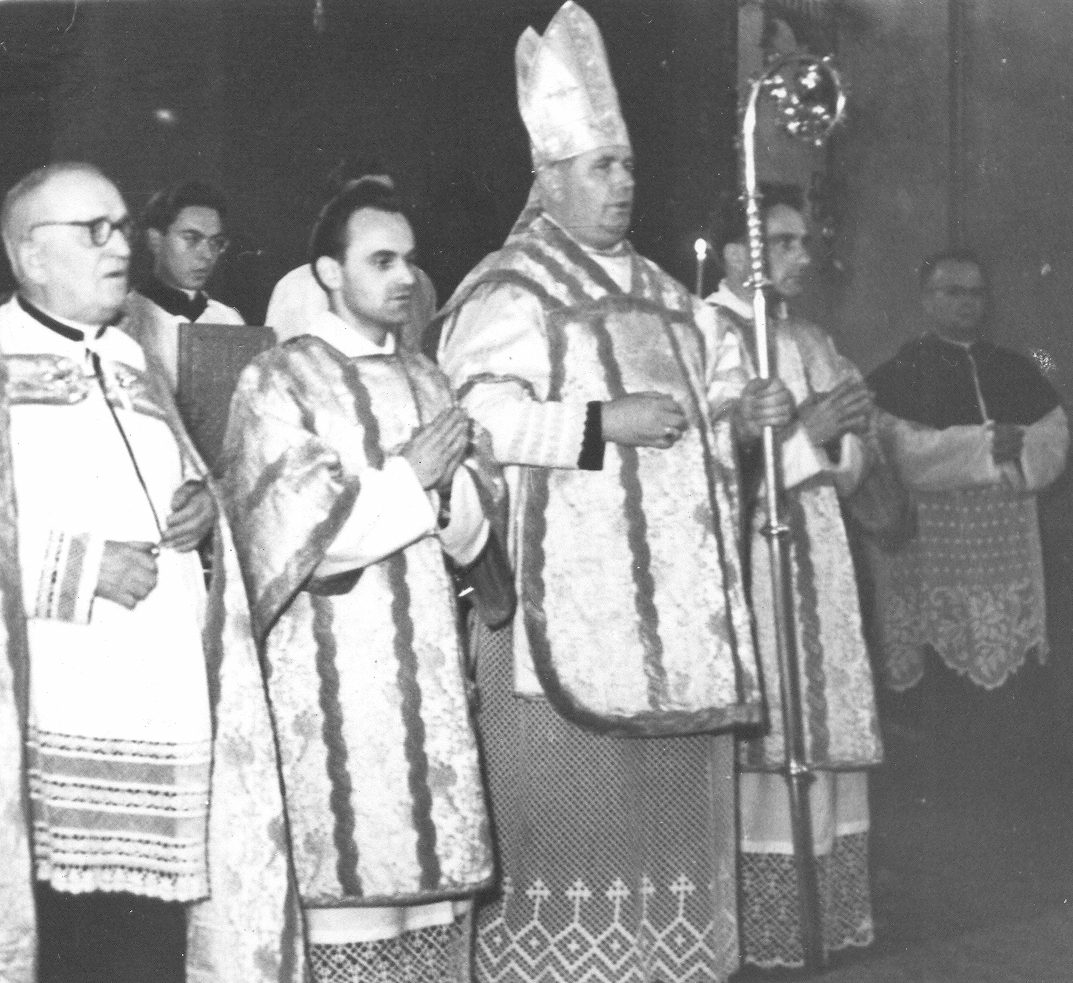
František Klapuch jako infulovaný arciděkan v Liberci dne 21. července 1957

Rodák z Raduně u Opavy, vyšší postavy než byl v jeho době obvyklý populační průměr, byl na kněze vysvěcen 24. června 1934 v Litoměřicích. V roce 1940 se stal ve Vyskeři farářem.
Neblaze proslul svou spoluprací s komunistickým totalitním režimem a jeho manifesty. Již v roce 1948 působil ve Vyskři jako předseda MNV. Podepsal mezi prvními signatáři dokument Čeští a slovenští katolicí manifestují za dohodu se státem, který byl uveřejněn v Katolických novinách v roce 1949 a byl v rozporu s církví vedenou československými římskokatolickými biskupy.
V roce 1951 administroval farnost Sobotku a excurrendo farnosti Libošovice, Vyskeř a Mladějov.
Od roku 1954 sloužil jako administrátor farnosti v Liberci. V letech 1955–1957 byl děkanem v litoměřickém kostele Všech svatých. V Litoměřicích byl 22. listopadu 1955, jmenován kanovníkem svatoštěpánské kapituly. V roce 1957 byl ustanoven v Liberci arciděkanem. V roce 1964 odešel do farnosti Postoloprty, kde byl v pořadí 24. děkanem. V roce 1972 odešel do důchodu do Vyskeře, místa svých mladých kněžských let. Zde působil jako výpomocný duchovní do 29. října 1984, kdy zemřel. Ve Vyskeři byl také 3. listopadu 1984 pohřben.
Kromě duchovní služby se však dokázal se věnovat i historické badatelské činnosti, jak je vidět u jeho prací zabývající se historií Vyskeře a okolí.